# Rendre la raison populaire
Université populaire, mode d'emploi
 (août 2021).
Si vous disposez d'ouvrages ou d'articles de référence ou si vous connaissez des sites web de qualité traitant du thème abordé ici, merci de compléter l'article en donnant les références utiles à sa vérifiabilité et en les liant à la section « Notes et références ».
Rendre la raison populaire est un ouvrage sur l'éducation écrit par Michel Onfray et publié en 2013 aux éditions Autrement dans la collection « Université populaire & Cie ».
L'ouvrage a été écrit lors d'un séminaire sur les universités populaires, à Cerisy-la-Salle, en août 2008.
En créant, en 2002, l'université populaire de Caen, Michel Onfray ne voulait pas répondre à un besoin, celui d'une philosophie pratique, prête à consommer, mais voulait libérer l'esprit des contraintes sociales normatives, des contingences académiques propres à cette discipline. 
Dans l'édition publiée chez Librio, cet essai est suivi d'un texte d'Élisée Reclus sur l'éducation (Première moitié du chap. XI Éducation de L'Homme et la Terre, t. VI, 1908, reproduite dans Michel Onfray, Rendre la raison populaire, Paris, Librio, 2013, p. 53-77).

## Citation
« Il ne s'agit pas de devenir un sage, mais d'instiller le plus possible de sagesse dans son existence. »

— Michel Onfray,  extrait de Rendre la raison populaire, Librio, 2013.

## Réception critique
L'ouvrage reçoit un accueil favorable de Martin Brunschwig dans la revue de l'Association française pour l'information scientifique (AFIS).